# Epifiton

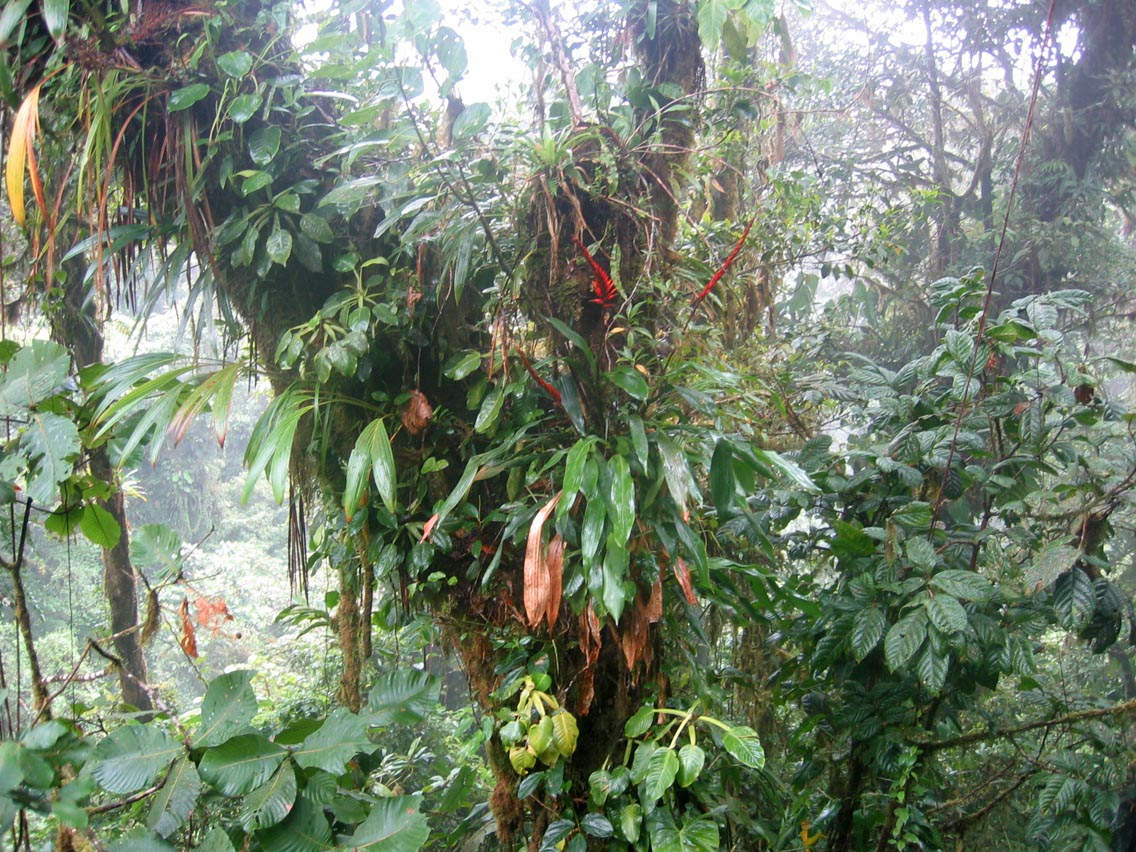
Epifiton életmódú növények egy Santa Elena közelében nőtt fán, Costa Rica területén

Az epifiton (fán lakó) növények nem a talajon, hanem más növények (leginkább fák) lombkoronájában, vagy sziklákon élnek. Elsősorban a trópusi esőerdőkben használják ki így az ottani jobb fény- és csapadékviszonyokat. Legtöbb fajuk a zuzmók, a mohák, a páfrányok, a orchideafélék, kaktuszfélék vagy a broméliafélék stb. közé tartozik. Tápanyagaikat és a vizet a támasztékul szolgáló növény korhadó kérgéből, valamint a leülepedő porból, levélrózsáikba (Bromeliaceae) hullott falevelekből és más szerves anyagból (állatok ürüléke) veszik föl. Magyarország szegényes epifiton-flórája néhány zuzmó- és mohafajből, valamint a félélősködő fagyöngyből és a fakínnak is nevezett sárgafagyöngyből áll.
Típusok:
- kortikol – kéreglakó
- ramikol – áglakó
- epifil – levéllakó
- lithofil - sziklalakó